# Nadine Erler
Nadine Erler (* 16. Dezember 1978 in Stade) ist eine deutsche Übersetzerin literarischer Texte aus dem skandinavischen und englischen Sprachraum und Herausgeberin für frühe nordeuropäische Belletristik.

## Leben
Nadine Erler wuchs in der niedersächsischen Kleinstadt Hemmoor auf und machte dort ihr Abitur. Sie studierte an der Georg-August-Universität in Göttingen und der Åbo Akademi (einer schwedischsprachigen Universität in Åbo, Finnland) Skandinavistik und schloss ihr Studium mit dem Magister ab. Erler übersetzt erzählende Prosa aus dem Finnischen, Schwedischen, Dänischen, Norwegischen und Englischen ins Deutsche.

## Übersetzungen (Auswahl)
J. M. Barrie:
- Margaret Ogilvy. Von ihrem Sohn. (Margaret Ogilvy).Verlag 28 Eichen, Barnstorf 2018.

Harriet Beecher-Stowe:
- Erinnerungen an Deutschland. Ein heiterer Reisebericht. '(Aus: Sunny Memories of Foreign Lands). Verlag 28 Eichen, Barnstorf 2019.

Minna Canth:
- Der Einbruch. (Murtovarkaus). Verlag 28 Eichen, Barnstorf 2013.
- Die spiritistische Sitzung. (Spiritistinen istunto). Verlag 28 Eichen, Barnstorf 2013.
- Verborgene Klippen. (Salakari). Verlag 28 Eichen, Barnstorf 2013.
- Agnes. Verlag 28 Eichen, Barnstorf 2008.
- Anna Liisa. Verlag 28 Eichen, Barnstorf 2008.
- Arme Leute. (Köyhää kansaa). Verlag 28 Eichen, Barnstorf 2008.
- Die Familie des Pfarrers. (Papin perhe). Verlag 28 Eichen, Barnstorf 2008.
- Die Frau des Arbeiters. (Työmiehen vaimo). Verlag 28 Eichen, Barnstorf 2008.
- Hanna. Verlag 28 Eichen, Barnstorf 2008.
- Sylvi. Verlag 28 Eichen, Barnstorf 2008.
- Unglückskinder. (Kovan onnen lapsia). Verlag 28 Eichen, Barnstorf 2008.

Lewis Carroll:
- Alice im Wunderland. (Alice's Adventures in Wonderland). Marixverlag, Wiesbaden 2016.
- Alice hinter den Spiegeln. (Through the Looking Glass, and What Alice Found There). Null Papier Verlag, Düsseldorf 2013.

Fredrika Wilhelmina Carstens:
- Der Efeu. Ein Briefroman. (Murgrönan. Finskt original). Verlag 28 Eichen, Barnstorf 2015.

Georgiana Chatterton:
- Englische Lady besuchte Witzenhausen. (Aus: Home Sketches and Foreign Recollections), Witzenhäuser Allgemeine, 9. Januar 2019, Seite 7.

Camilla Collett:
- Die Straßen von Berlin. (Berlins Gader, Essay). Berlin-Lese. Ein Projekt des Bertuch Verlags Weimar[3]

Kate Douglas Wiggin:
- Meine Reise mit Dickens. (A Child's Journey With Dickens). Verlag 28 Eichen, Barnstorf 2016.

Arthur Conan Doyle:
- White Company. Verlag 28 Eichen, Barnstorf 2017.
- Sir Nigel. Verlag 28 Eichen, Barnstorf 2014.
- Der Silberspiegel. (Erzählungen). Verlag 28 Eichen, Barnstorf 2012.
- Die rote Lampe. (Erzählungen). Verlag 28 Eichen, Barnstorf 2009.
- Mein Freund der Mörder. (Erzählungen). Verlag 28 Eichen, Barnstorf 2008.

George Eliot:
- Zu Gast in Weimar. (Aus: Three Months in Weimar, Fraser's Magazine, Nr. 51, London 1855 und George Eliot's Life, Vol. I as related in her Letters and Journals, herausgegeben von ihrem Ehemann J. W. Cross, Harper, New York, 1855). Bertuch Verlag, Weimar 2019.

Charlotta Falkman:
- Ein Pfarrhof in N-d. (En prestgård i N-d). Verlag 28 Eichen, Barnstorf 2013.
- Neujahrsabend. (Nyårsafton). GRIN Verlag, München 2011.

Mathilde Fibiger:
- Clara Raphael. Zwölf Briefe. (Clara Raphael. Tolv breve). Verlag 28 Eichen, Barnstorf 2014.

Thomas Hodgskin:
- „Eins der glücklichsten Fleckchen Erde, die ich je gesehen habe“. (Aus: Travels in the North of Germany, Band 1). Niederelbe-Zeitung, 14. November 2018.

Frances Hodgson Burnett:
- Editha und der Einbrecher. (Editha's Burglar). Verlag 28 Eichen, Barnstorf 2016.
- Lord Coombe. (The Head of the House of Coombe). Verlag 28 Eichen, Barnstorf 2016.

Lucy Maud Montgomery:
- Marigolds Magie. (Magic for Marigold).Verlag 28 Eichen, Barnstorf 2018.
- Pat auf Silver Bush 2. (Mistress Pat). Verlag 28 Eichen, Barnstorf 2018.
- Pat auf Silver Bush. (Pat of Silver Bush). Verlag 28 Eichen, Barnstorf 2017.
- Jane auf Lantern Hill. (Jane of Lantern Hill). Verlag 28 Eichen, Barnstorf 2015.
- Kilmeny im Obstgarten. (Kilmeny of the Orchard). Verlag 28 Eichen, Barnstorf 2015.
- Anne im Rainbow Valley. (Rainbow Valley). Verlag 28 Eichen, Barnstorf 2013.

Fredrika Charlotta Runeberg:
- Die Geschichte meiner Feder. (Min pennas saga). GRIN Verlag, München 2011.
- Sigrid Liljeholm. Europäischer Literaturverlag, Bremen 2011.
- Frau Catharina Boije und ihre Töchter. Eine Erzählung aus der Zeit des großen Unfriedens. (Fru Catharina Boije och hennes döttrar. En berättelse från stora ofredens tid). Verlag 28 Eichen, Barnstorf 2009.

Mary Shelley:
- Streifzüge durch Deutschland und Italien – In den Jahren 1840, 1842 und 1843. Band 2. (Rambles in Germany and Italy 1840, 1842 and 1843). Corso Verlag, Wiesbaden 2018.
- Streifzüge durch Deutschland und Italien – In den Jahren 1840, 1842 und 1843. Band 1. (Rambles in Germany and Italy 1840, 1842 and 1843). Corso Verlag, Wiesbaden 2017.

Jean Webster:
- Patty auf dem College. (When Patty Went To College). Brokatbook Verlag, Dresden 2019.

H. G. Wells:
- Der gestohlene Bazillus. (The Stolen Bazillus). Null Papier Verlag, Düsseldorf 2017.